# アシナガオトシブミ
アシナガオトシブミ Phialodes rufipennis はオトシブミ科の昆虫。オトシブミと同様に赤い前翅を持つが、口吻が長く、その姿はむしろゾウムシ科一般に近い。

## 特徴
体長9 mm前後の甲虫。体は全体に光沢のある黒だが、前翅は血赤色となっている。ただし色彩変異があり、前胸背や歩脚の腿節までが赤くなるものもある。頭部は前方に向かって細まり、その先端は下を向いて曲がる。触角はその尖った口吻の先端近くから出る。なお、口吻は雄の方が細長く、また触角も雄の方がはるかに長い。前胸背は長さより横幅が大きく、全体には平滑だが後方の縁近くに横皺がある。側面の縁は雄では前方に向かって強く狭まるが、雌では丸みを帯びる。小楯板は倒梯形をしており、上面はやや周囲よりくぼんでいる。前翅は小楯板の両側部分が前に小さく突き出しており、背面では点刻の列がやや不規則に並んでいる。各肢の腿節は棍棒状になっている。また雄では前肢の勁節長くて湾曲している。

## 分布
本州、四国、九州に分布する。

## 生態など
林縁や明るい林内で見ることが多い。
日本のオトシブミ類は短期間で生育し、成虫で越冬し、一年の大半を成虫の姿で過ごすとされているが、本種は例外的に前蛹の期間が長いとされており、特異な存在である。
揺籃を作るのに用いる葉はクヌギ、ミズナラ、クリと落葉性で大柄な葉を付けるブナ科のものが多いが常緑のカシ類を使う例も知られる。そのほかに落葉性のブナ科ではミズナラ、コナラ、アベマキ、常緑性のものではアラカシ、ウバメガシ、さらにケヤキの例も知られる。
揺籃を作る際には両裁型、つまり葉の一方の端から切れ込みを入れ始め、主脈を乗り越えて反対の端まで切り進む方法を採り、その後に主脈に切れ込みを入れ、それからそれより先の葉を巻いてゆく。
本種とルイスアシナガオトシブミは葉を巻く際に主脈に細かい間隔で噛み痕をつけ、曲線的に巻き込む。
普通は巻き上げの初期に卵を1つだけ産み、そのために卵は揺籃の真ん中近くにある。

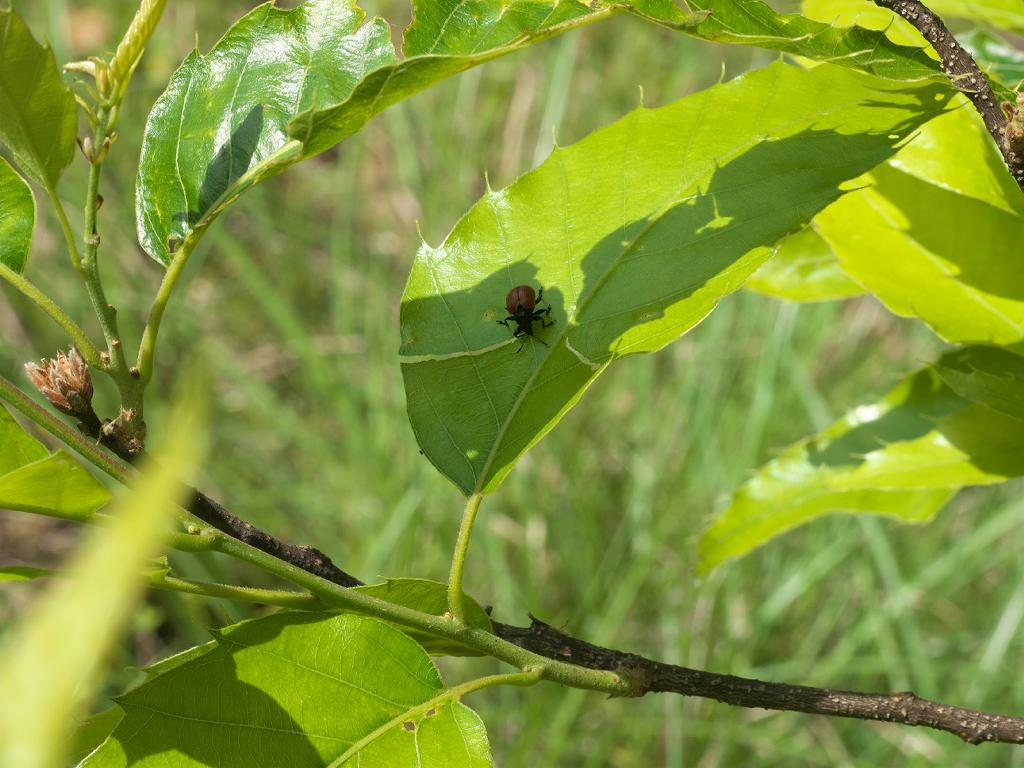
揺籃作成の一部 葉の片側から主脈まで切れ目を入れ、次に反対側からも切り込む。
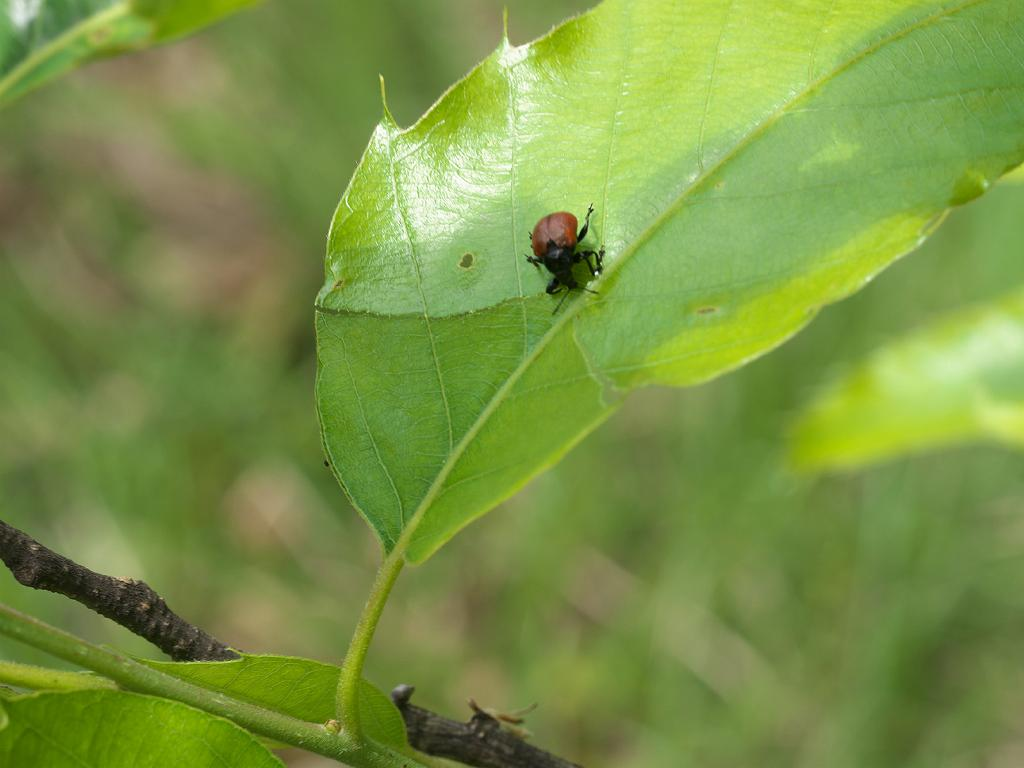
主脈まで切れ目を進める。
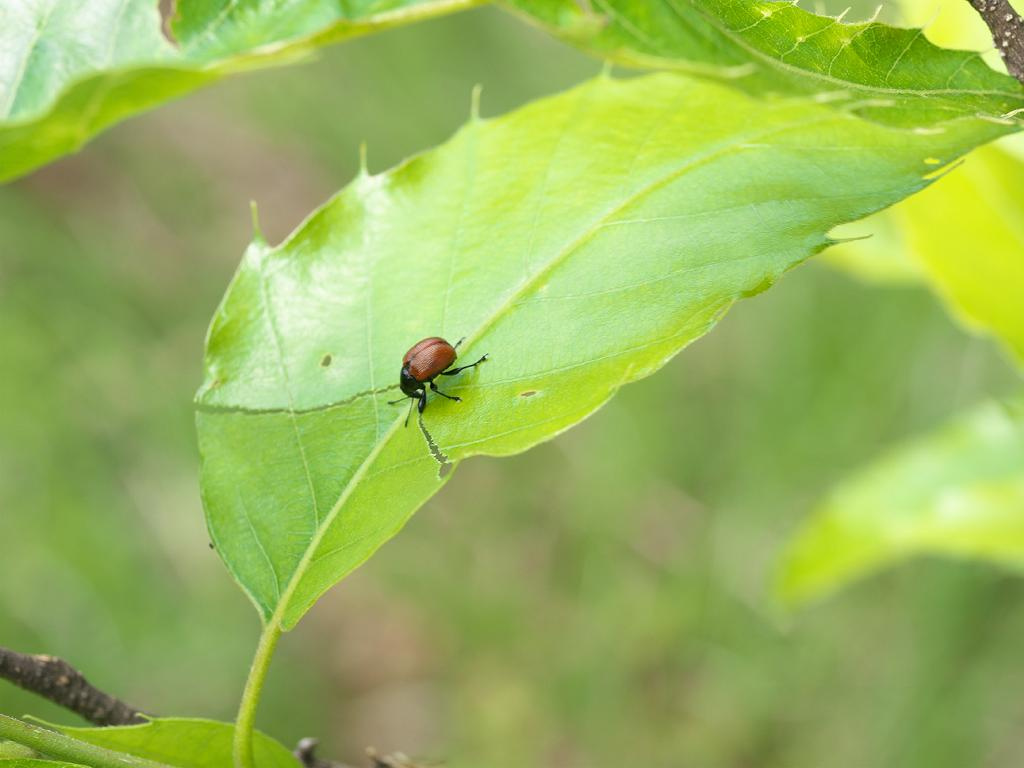
主脈に噛み傷を付ける。
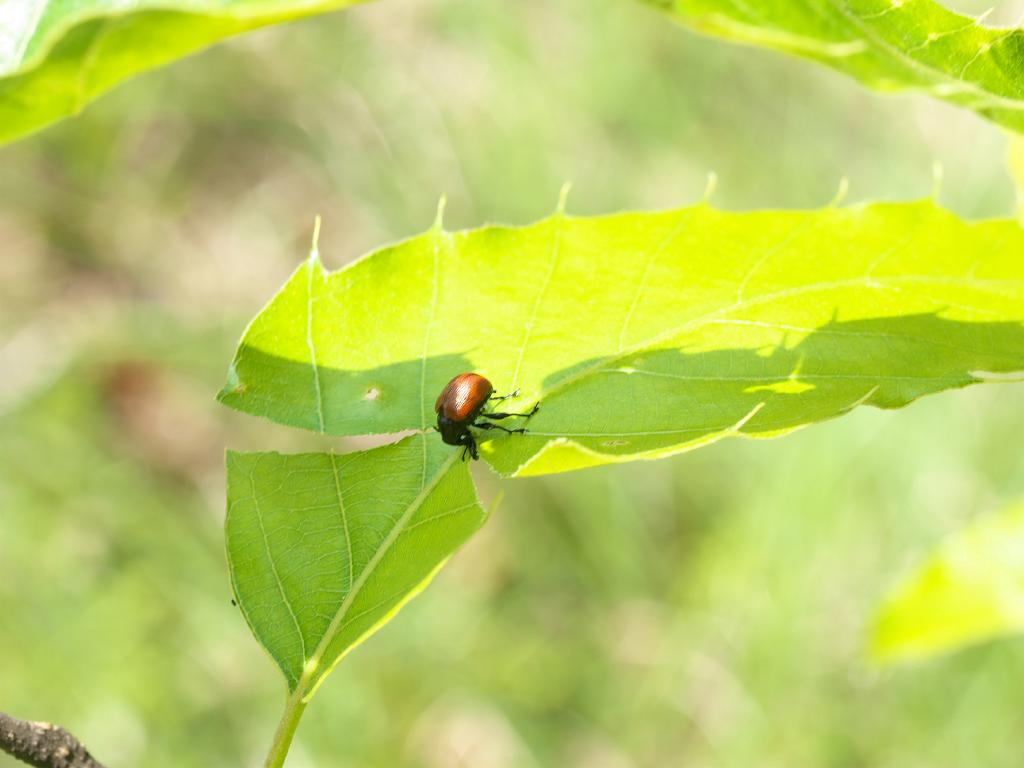
傷が大きくなると先端側が次第に垂れ下がる。
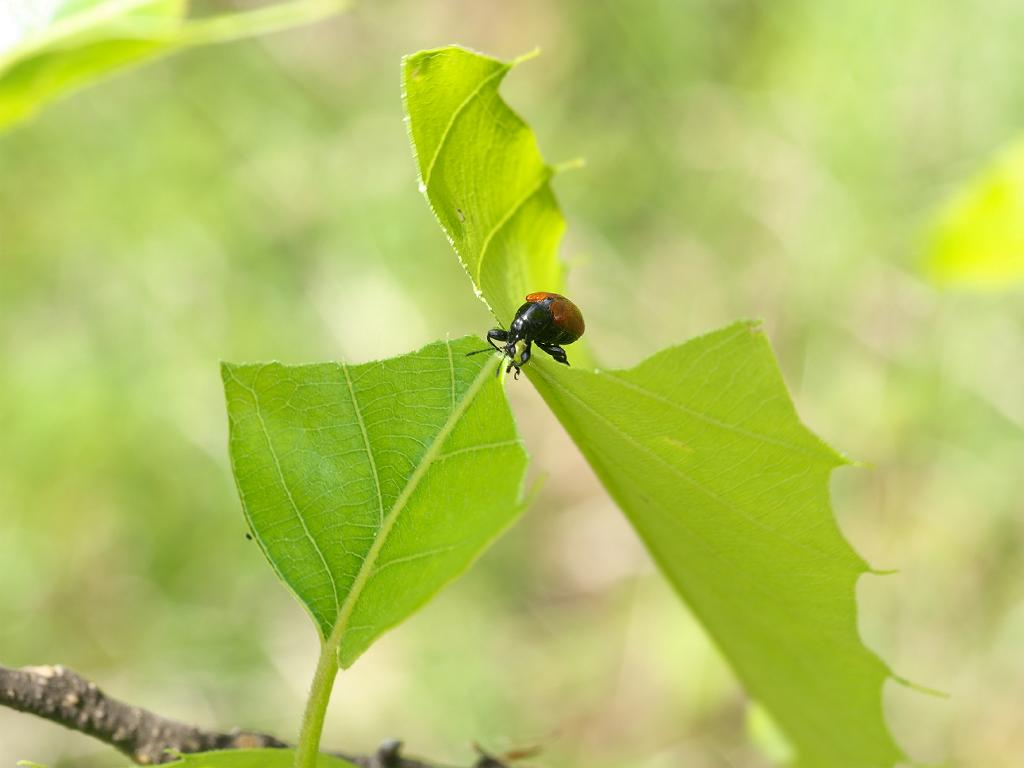
この後、先端部分を巻きにかかる。

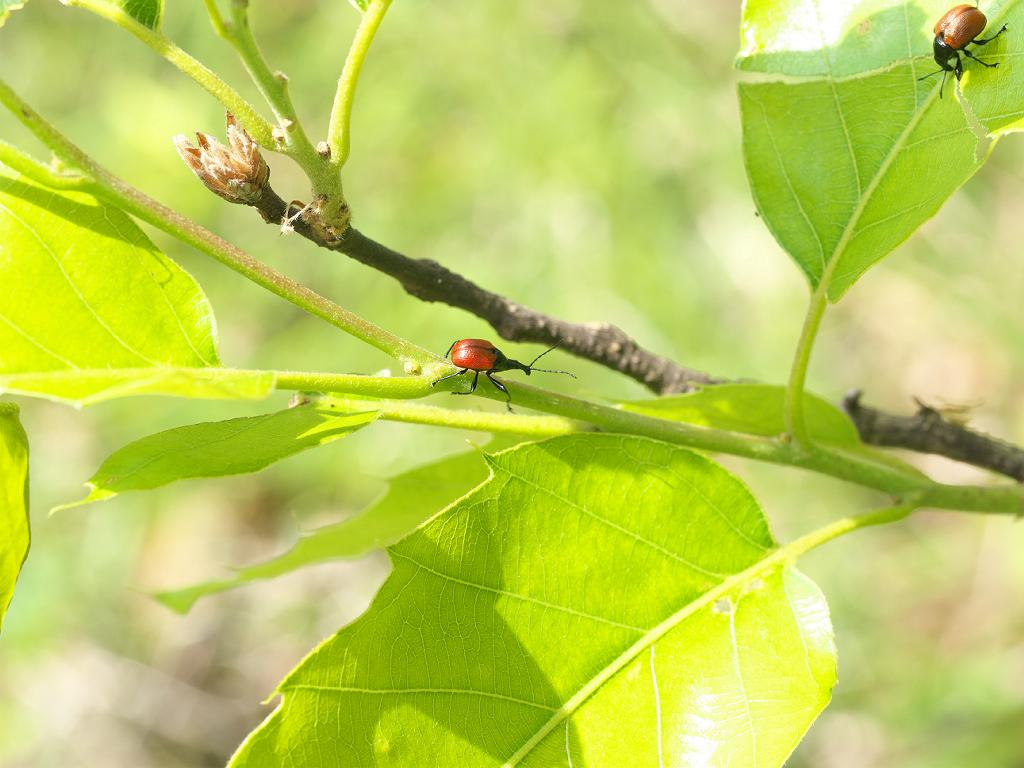
揺籃を作る最中の雌と作り終わった雌
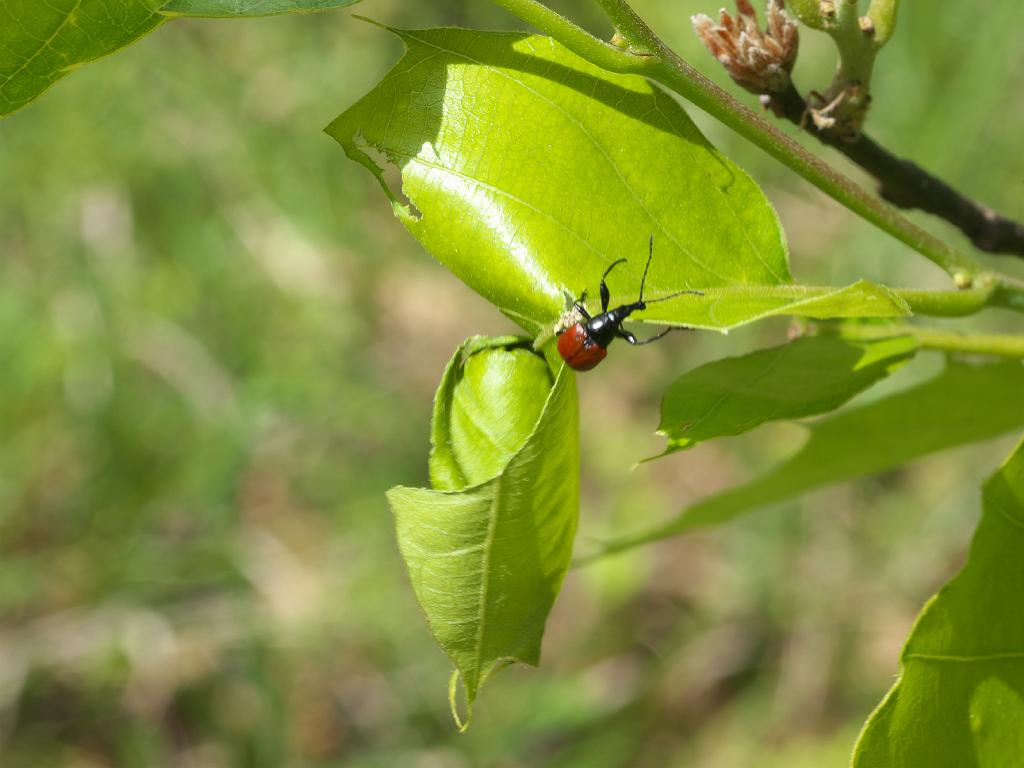
出来上がった揺籃と雌

## 類似種
ルイスアシナガオトシブミ Henicolabus lewisi は属は異なるものの近縁とされており、形態や体色も似ている。しかしこの種は体長がせいぜい6 mmと本種より小さいこと、頭部が本種ほど細長くないこと、それにこの種では歩脚腿節が明らかに膨らんでいることなどで区別は容易である。なお体色の面では本種は前翅のみ赤、この種はそれに加えて前胸背と歩脚体節まで赤いのだが、上述のように本種でも前胸背と歩脚体節まで赤くなるものがあり、その場合、体色の面からは両種よく似て見える。ただしその場合でも本種では小楯板が黒く、それに形態面で区別が難しくない。ほかに近縁なものとしてビロウドアシナガオトシブミ Calolabus (Calolabus) cupreus があるが、この種は体色が黒で、金色の微毛に覆われている。
なお、オトシブミ Apoderus jekelii も体色の面では本種の標準とよく似ているが、この種は形態面で更に大きく異なっているので判断は容易である。